# 三潴末雄
三潴 末雄（みづま すえお、1946年1月7日 - ）は東京都生まれの画廊経営者。ミヅマアートギャラリー代表。

## 経歴
評論家の三潴末松の四男として西荻窪に生まれる。
東京都立杉並高等学校を経て成城大学文芸学部に進み、在学中は学生闘争に参加。学生時代は坂口安吾の息子（坂口綱男）の家庭教師をしていた。
大学卒業後、編集プロダクションに参加し海外向けPR誌『Σ』等を手がけるようになる。この雑誌の制作を通じて本格的に美術の世界に接近していくようになる。
1975年に編集プロダクションの閉鎖後、1976年、自らのの会社「フロントオフィス」を設立、PR誌の仕事を継続。海外の現代アートを表紙に起用していたことからコレクターの道に入る。1989年に西麻布で小画廊を開く。1994年、青山にミヅマアートギャラリーを開廊。
2008年、北京にMizuma & One Galleryを、2012年、シンガポールにMizuma Galleryを開廊。